# دي جي خليل
دي جي خليل (بالإنجليزية: DJ Khalil)‏ (و. القرن 20  م) هو موسيقي، ودي جيه، ومنتج أسطوانات، وملحن، ومغني، ومغني راب أمريكي، ولد في لوس أنجلوس، يستخدم آلات جهاز استعيان (موسيقى)، بدأ مشواره المهني سنة 1997.

## روابط خارجية
- دي جي خليل على موقع ميوزك برينز (الإنجليزية)
- دي جي خليل على موقع أول ميوزيك (الإنجليزية)
- دي جي خليل على موقع ديسكوغز (الإنجليزية)
- دي جي خليل على موقع ديسكوغز (الإنجليزية)